# No Night So Long
No Night So Long è un album della cantante statunitense Dionne Warwick (accreditata nella copertina semplicemente come "Dionne"), pubblicato dall'etichetta discografica Arista nel 1980.
Dal disco, prodotto da Steve Buckingham, vengono tratti i singoli No Night So Long e Easy Love.

## Tracce

### Lato A
1. Easy Love - 3.15
2. No Night So Long - 3.26
3. It's the Falling in Love - 3.23
4. When the World Runs Out of Love - 3.44
5. We Never Said Goodbye - 3.41

### Lato B
1. How You Once Loved Me - 3.33
2. Reaching for the Sky . 4.28
3. Sweetie Pie - 2.30
4. Somebody's Angel - 3.44
5. We Had This Time - 3.44